# Leonessa

Piazza VII Aprile im Zentrum Leonessas

Leonessa ist eine Gemeinde in der Provinz Rieti in der italienischen Region Latium mit 2085 Einwohnern (Stand 31. Dezember 2023). Sie liegt 114 km nordöstlich von Rom und 37 km nördlich von Rieti.

## Geographie
Die Kleinstadt Leonessa liegt in den Monti Reatini im Tal des Corno. Sie ist Mitglied der Comunità Montana Montepiano Reatino und besitzt die Bandiera Arancione, ein Qualitätssiegel im Bereich Tourismus und Umwelt des TCI. Leonessa hat etliche kleine Ortsteile, die sich in seiner Umgebung befinden und eine weite Landschaft bilden. Sie liegt unweit der Regionalgrenze zu Umbrien.
Die Nachbarorte sind Cantalice, Cascia (PG), Cittareale, Ferentillo (TR), Micigliano, Monteleone di Spoleto (PG), Poggio Bustone, Polino (TR), Posta und Rivodutri.

## Geschichte
Leonessa wurde im Jahre 1278 unter König Karl I. von Anjou als Zusammenziehung diverser kleiner Siedlungen mit dem Namen Gonessa gegründet. 1539 übertrug Kaiser Karl V. den Ort seiner Tochter Margarethe von Habsburg als Besitztum für ihre Heirat mit Ottavio Farnese, dem späteren Herzog von Parma und Piacenza. Die Herrschaft der Farnese dauerte bis 1731, als der Ort mit dem gesamten Besitz an die spanische Königsdynastie Bourbon überging. Große Schäden verursachte das Erdbeben von 1703, bei dem rund 800 Personen ums Leben kamen. Im Jahre 1927 gelangte der Ort zur Provinz Rieti und damit zur Region Lazio. Zwischen dem 2. und 7. April 1944 wurden insgesamt 51 Personen durch deutsche Soldaten getötet, was als Strage di Leonessa bezeichnet wird.      

## Bevölkerungsentwicklung
| Jahr      | 1861 | 1881 | 1901 | 1921 | 1936 | 1951 | 1971 | 1991 | 2001 |
| --------- | ---- | ---- | ---- | ---- | ---- | ---- | ---- | ---- | ---- |
| Einwohner | 6841 | 7029 | 8323 | 7460 | 5498 | 5168 | 3522 | 2877 | 2734 |

Quelle: ISTAT

## Politik
Gianluca Gizzi (Lista Civica: Leonessa Di Tutti) wurde am 26. Mai 2019 zum neuen Bürgermeister gewählt.

## Sehenswürdigkeiten
- Die Porta Spoletina ist der nördliche Ortseingang. Sie hat einen kleinen Löwen als Wasserspeier für ein Brunnenbecken.
- Die Kirche San Giovanni Battista ist mit einem Konvent der Klarissen verbunden.
- Verschiedene Paläste im Ortsínneren sind mit Wappen der Besitzerfamilien ausgestattet und nennen ab und zu das Baujahr; manchmal ist das Wappen der Anjou zu sehen.
- Die Kirche San Carlo Borromeo besitzt einige Gemälde in ihrem barocken Innenraum.
- Santa Maria del Popolo hat ein ansehnliches spätgotisches Portal mit einer Lünette, in der ein Bild Mariens mit dem Jesuskind eingefügt ist; die Jahreszahl 1514 findet sich unten eingesetzt. Der dreischiffige Innenraum besteht aus Rundpfeilern in einer Bogenstellung. In der viereckigen Apsis hängt ein Gemälde mit einer Marienkrönung.
- Die ehemalige Kirche San Nicola besitzt ein ähnliches Spitzbogenportal. Unten sitzen auf Basen zwei Löwenprotomen, und oben ist die Statue eines Bischofs vorhanden.
- Die hochromanische Kirche San Francesco hat ein Prunkportal und eine Fensterrose unter einer dreiteiligen Schaufassade mit einem mittleren hohen und zwei niedrigeren Seitenteilen. In der Lünette ist ein Fresko der Madonna mit Kind und Heiligen vorhanden. Im dreischiffigen Innenraum zieht ein Tabernakel die Blicke auf sich, der an der Stelle eines Hochaltars steht. Eine Krippe aus der Hochrenaissance mit bemalten Terrakottafiguren ist am Ende einer Kapelle angebracht. Der Kreuzgang mit Fresken des Heiligenlebens und seinen Räumen diente Margarethe von Habsburg als Aufenthaltsort während ihrer Besuche in Leonessa.
- Die Kirche San Giuseppe da Leonessa ist ein Barockbauwerk. Sie besitzt eine Kuppel und eine prachtvolle Fassade mit Portalen und Fenstern. Das Innere ist achteckig und verfügt nicht nur über den gläsernen Sarkophag des Heiligen, sondern auch über Altäre in den Kapellen sowie diverse Gemälde in ihnen. Im Kuppelfresko sind die Dreifaltigkeit, Maria und etliche Heilige versammelt.
- Am Hauptplatz ist die Fontana Farnesiana vorhanden, die 1548 aufgestellt wurde und sich durch Wappendarstellungen, Masken, Meerestiere und Fabelwesen auszeichnet. Oben sitzt eine Kugel als Sprudel. Außerdem sind am Platze verschiedene ansehnliche Paläste vorhanden, darunter der Palazzo Mongalli mit einem vermauerten Biforienfenster.
- Als Blickpunkt steht am Platzende die Kirche San Pietro mit einem hohen Glockenturm und einem mächtigen Eingangsportal, das sich durch die Statuen der heiligen Petrus und Paulus und von Christus auf hohen Pilastern und sonstiges Schmuckwerk auszeichnet; angegeben ist eine Datierung auf das Jahr 1467. An die Fassade schließt sich links als Besonderheit eine Arkadenreihe an. Die Kirche verfügt über ein oberes Schiff und eine Krypta. Je fünf Seitenkapellen, die gerade Apsis und ein eingezogenes Querhaus sind vorhanden und verfügen jeweils über Gemälde. In der Krypta stellen bemalte Terrakottafiguren eine Grablegung Christi dar.
- Die Porta Aquilana ist der Ausgang nach Osten hin. Sie ist als Rundbogen in einem Gebäude eingefügt, das aus Hausteinen und Bruchgestein besteht.
- Leonessa ist Abschluss der dritten Etappe des Pilgerwegs Benediktweg von Norcia über Subiaco nach Montecassino.

## Veranstaltungen
Am zweiten Sonntag im September findet der Palio del Velluto statt, dem sich in der zweiten Oktoberwoche die Sagra della Patata di Leonessa anschließt.

## Söhne der Gemeinde
- Josef von Leonessa (1556–1612), Kapuziner-Missionar, Heiliger
- Mauro Bernardo Pietro Nardi (1836–1911), Weihbischof in Oppido Mamertina
- Giuseppe Chiaretti (1933–2021), Erzbischof von Perugia-Città della Pieve